# ماغنون
ماغنون (بالإنجليزية: magnon )‏ ، من أشباه الجسيمات (شبه جسيم) ، هو إثارة مجمعة - collective excitation في بنية اللفَ المغزلي spin للإلكترونات في شبكة تبلور .
في التصور الموجي لميكانيكا الكم فإن الماغنون يمكن تصوره على أنه موجة لف مغزلي محددة ،ويحمل الماغنون كمية محددة من الطاقة وزخم الحركة ويكون ذو لف مغزلي يساوي 1 ، وبالتالي يتصرف مثل البوزون .
إن أول من قدم مفهوم ماغنون كان الفيزيائي فيليكس بلوخ في عام 1930 ، وذالك من أجل شرح انخفاض المغناطيسية العفوية- في مغناطيسية حديدية .